# 日本歯科保存学会
特定非営利活動法人日本歯科保存学会（にほんしかほぞんがっかい）は、歯科領域における歯の保存・修復を取り扱う専門学術団体の一つである。日本における歯科学会における主要学術団体の一つでもあり影響力も少なからずある。1955年設立。英語名は The Japanese Society of Conservative Dentistry である。

## 概要
- 歯科治療における歯の保存・修復の調査・研究。
- 歯科医師のスキルアップ、情報提供。
- 会員数：2012年11月時点で4,544名[1]

## 総会
- 年2回（春季・秋季）

## 本部事務局
- （財）口腔保健協会による代行事務。〒170-0003　東京都豊島区駒込1-43-9 駒込TSビル 財団法人口腔保健協会内

## 支部
- なし

## 学会誌
- 「日本歯科保存学雑誌」（日歯保存誌,THE JAPANESE JOURNAL OF CONSERVATIVE DENTISTRY(Jpn J Conserv Dent)）年６刊（ISSN：0387-2343）（国立国会図書館請求番号Z19-207）

## 専門認定
- 歯科医師
  - 歯科保存治療専門医 2012年11月時点で 739名[1]。うち指導医339名[1]。
- 歯科衛生士
  - なし
- 歯科技工士
  - なし

### 専門医研修施設
各歯科大学の保存修復学・歯内治療学・歯周治療学関係の講座のほか、京都府立医科大学附属病院歯科および兵庫医科大学病院歯科口腔外科が研修施設として認定を受けている。

## 学会賞
- 日本歯科保存学会学会賞
- 日本歯科保存学会学術賞
- 日本歯科保存学会奨励賞

## 入会
- 入会費：1,000円
- 一般会員：年額9,000円
- 準会員（歯科医師以外）：年額8,000円

## 大会等
| 年     | 月日          | 名称                                                              | 会長     | 会場                                                  | テーマ                                                          | 参加者数  | 備考                           |
| ------ | ------------- | ----------------------------------------------------------------- | -------- | ----------------------------------------------------- | --------------------------------------------------------------- | --------- | ------------------------------ |
| 2007年 | 6月7日-8日    | 特定非営利活動法人日本歯科保存学会2007年第126回春季学術大会       | 片山直   | 大宮ソニックシティ                                    |                                                                 |           | [ 4 ]                          |
| 2007年 | 11月8日       | 特定非営利活動法人日本歯科保存学会2007年第127回秋季学術大会       | 吉山昌宏 | 岡山コンベンションセンター                            |                                                                 | 約1,200名 | 第9回日韓歯科保存学会共催      |
| 2008年 | 6月5日-6日    | 特定非営利活動法人日本歯科保存学会2008年第128回春季学術大会       | 興地隆史 | 朱鷺メッセ                                            |                                                                 |           | [ 7 ] [ 8 ]                    |
| 2008年 | 11月6日-7日   | 特定非営利活動法人日本歯科保存学会2008年第129回秋季学術大会       | 千田彰   | 富山国際会議場                                        |                                                                 |           | [ 9 ]                          |
| 2009年 | 6月11日-12日  | 特定非営利活動法人日本歯科保存学会2009年度春季学術大会（第130回） | 斎藤隆史 | 札幌コンベンションセンター                            |                                                                 | 1,200名超 | [ 10 ] [ 11 ] [ 12 ]           |
| 2009年 | 10月29日-30日 | 特定非営利活動法人日本歯科保存学会2009年度秋季学術大会（第131回） | 小松正志 | 仙台国際センター                                      |                                                                 | 約1,350名 | [ 13 ] [ 14 ] [ 15 ]           |
| 2010年 | 6月4日-5日    | 特定非営利活動法人日本歯科保存学会2010年度春季学術大会（第132回） | 田上順次 | 熊本市民会館、熊本市国際交流会館                      |                                                                 |           | [ 16 ] [ 17 ]                  |
| 2010年 | 10月28日-29日 | 特定非営利活動法人日本歯科保存学会2010年度秋季学術大会（第133回） | 吉田隆一 | 長良川国際会議場                                      |                                                                 | 約1,500名 | [ 18 ] [ 19 ]                  |
| 2011年 | 6月9日-10日   | 特定非営利活動法人日本歯科保存学会2011年度春季学術大会（第134回） | 中川寛一 | 東京ベイ舞浜ホテル クラブリゾート                     |                                                                 | 約1,200名 | [ 20 ] [ 21 ]                  |
| 2011年 | 10月20日-21日 | 特定非営利活動法人日本歯科保存学会2011年度秋季学術大会（第135回） | 村上伸也 | 大阪国際交流センター                                  |                                                                 |           | [ 22 ]                         |
| 2012年 | 6月28日-29日  | 特定非営利活動法人日本歯科保存学会2012年度春季学術大会（第136回） | 桃井保子 | 沖縄コンベンションセンター                            |                                                                 |           | [ 23 ]                         |
| 2012年 | 11月22日-23日 | 特定非営利活動法人日本歯科保存学会2012年度秋季学術大会（第137回） | 栗原英見 | 広島国際会議場                                        | 健康長寿社会の成立に果たす歯の保存治療の意義！                  |           | 第14回日韓歯科保存学会学術大会 |
| 2013年 | 6月27日-28日  | 特定非営利活動法人日本歯科保存学会2013年度春季学術大会（第138回） | 阿南壽   | 福岡国際会議場                                        | 未来につなぐ歯の保存治療 －「再生医療」と「痛みの制御」－       |           | [ 26 ]                         |
| 2013年 | 10月17日-18日 | 特定非営利活動法人日本歯科保存学会2013年度秋季学術大会（第139回） | 宮崎真至 | 秋田総合生活文化会館・美術館                          | 臨床をリードする歯科保存学の方向性を検証する                    |           | [ 27 ] [ 28 ]                  |
| 2014年 | 6月19日-20日  | 特定非営利活動法人日本歯科保存学会2014年度春季学術大会（第140回） | 山本一世 | 滋賀県立芸術劇場 びわ湖ホール ピアザ淡海 コラボしが21 | 「歯を残す」 ― 歯科保存学のターニングポイント ―                 |           | [ 29 ]                         |
| 2014年 | 10月30日-31日 | 特定非営利活動法人日本歯科保存学会2014年度秋季学術大会（第141回） | 五十嵐勝 | 山形テルサ                                            | 良い歯で健康、長寿の人生 ―保存学３分野のエキスパートが歯を守る― |           | [ 30 ]                         |
| 2015年 | 6月25日-26日  | 特定非営利活動法人日本歯科保存学会2015年度春季学術大会（第142回） | 北村知昭 | 西日本総合展示場 北九州国際会議場                     | Next Step                                                       |           | [ 31 ]                         |

## 加盟団体
- 日本歯科医学会　1955年加盟
- 日本歯学系学会協議会